# Diecezja Volterra
Diecezja Volterra – łac. Dioecesis Volaterrana – diecezja Kościoła rzymskokatolickiego we Włoszech, w metropolii Pizy, w regionie kościelnym Toskania.
Została erygowana w V wieku.